# 脚趾标签

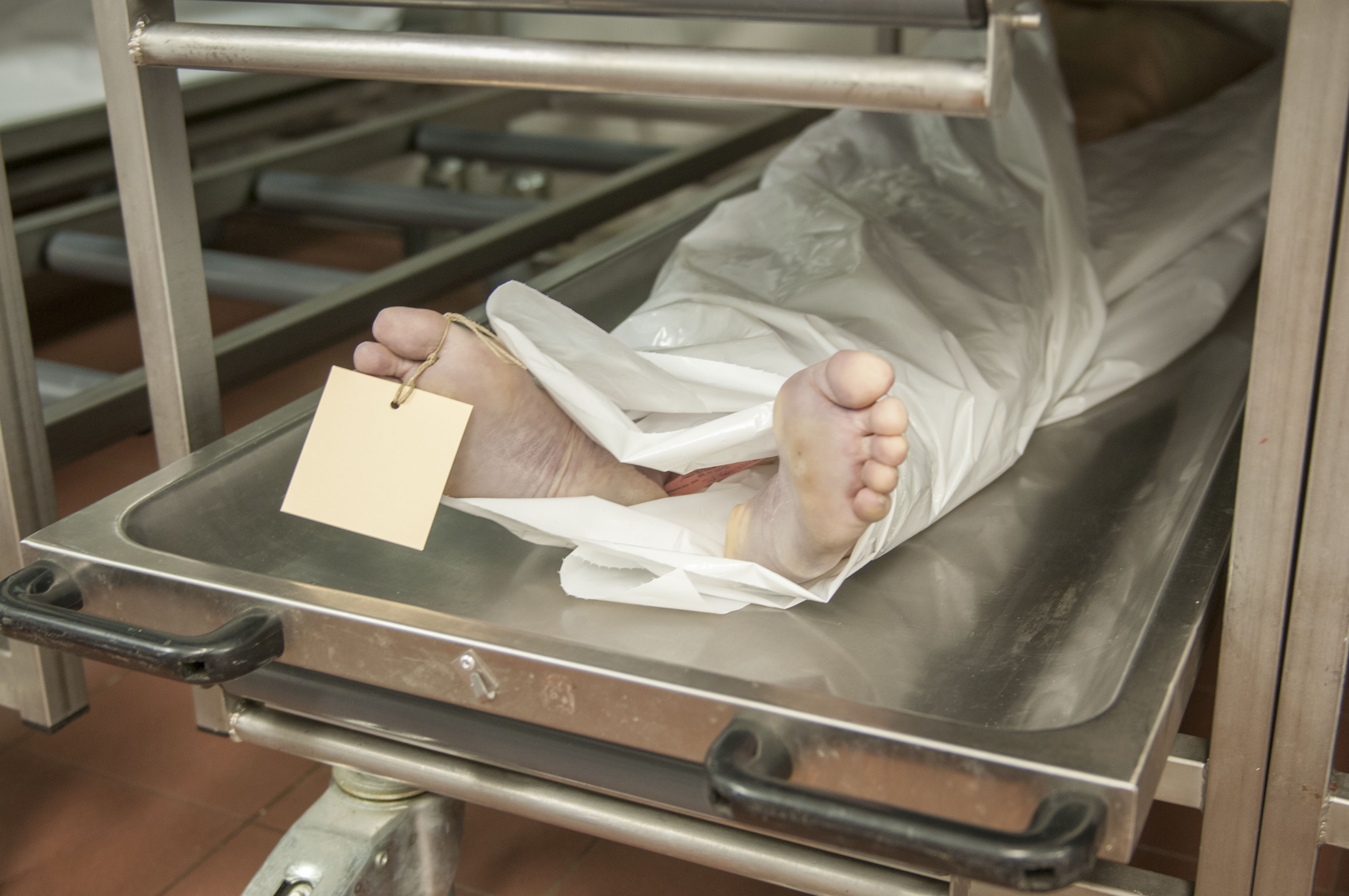
腳趾標籤(在Charité拍攝)

脚趾标签（英語: Toe Tag），是一種可懸掛在死者遺體腳趾（一般為拇趾）上的標籤，上面寫有亡者的姓名與其他資訊。一般是於太平間中辨識遺體身份用。